# Albatana
Albatana es un municipio español situado al sureste de la península ibérica, en la provincia de Albacete, dentro de la comunidad autónoma de Castilla-La Mancha. En 2020 contaba con 679 habitantes, según datos del Instituto Nacional de Estadística (INE). Se encuentra a 67 km de la capital provincial. Albatana cuenta con el aposentamiento del lince ibérico, especie que está protegida, contando con más de 9 ejemplares del mismo.

## Geografía
Albatana limita con los municipios albaceteños de Ontur, Hellín y Tobarra y con el municipio murciano de Jumilla.

## Historia

### Prehistoria
Por ser una población pequeña, y haber ocurrido en ella hechos y circunstancias que escapan hoy a nuestra lógica, es muy difícil encontrar hoy documentación fidedigna de Albatana, si no es por medio de pasajes históricos que colateralmente atañen a poblaciones del entorno de este pueblo. Había una vez, un hombrer llamado albertito, vivía en las profundidades del pueblo, le gusta beber y estar con sus amigos. tiene piscina en casa
Hay un yacimiento ibérico a un kilómetro de la localidad, denominado El Castellón (ahora reducido a una cantera de piedra fósil) que, según la autora Luisa Soria Combadiera, en su libro denominado El horizonte ibérico del Castellón, dataría del siglo V al siglo III a. C.

### Antigüedad y Edad Media
El Canónigo Juan Lozano Santa, en su Historia antigua y moderna de Jumilla, publicada en 1800, se inclina por afirmar que Albatana era la antigua Eio, devenida después en Elotana, vagamente configurada en ciudad episcopal entre Cartagena y Toledo. Pero en la actualidad, esta ciudad visigoda se relaciona con restos hallados en el Tolmo de Minateda.
Este mismo autor cita en la misma obra cómo el 8 de junio de 1289, don Gonzalo García de la Maza, señor de Jumilla, en esta época pueblo de la Corona de Aragón, nombra para evitar discordias con los pueblos vecinos con el término de Jumilla, representantes de dichos pueblos para establecer sus límites, y entre ellos ya se cita a Albatana-Ontur. Sin embargo el territorio perteneció previamente, con certeza, a la antigua Taifa de Murcia cuyo dominio paso a manos de la Corona de Castilla en virtud del Tratado de Alcaraz en 1243.
Entre 1244 y 1256 Albatana perteneció al Señorío de Caudete, tras lo cual quedó encuadrada dentro del marquesado de Villena. El término de Albatana junto al de Ontur, durante el siglo XIV eran una dehesa del Común de Hellín, arrendada por el concejo a sus ganaderos.

### Edad Moderna
A mediados del siglo XVI, Lope de Chinchilla, señor de Albatana y Ontur, fue procesado por la Inquisición y desposeído de sus bienes. Según la escritura, don Pedro Zambrana y Fajardo compró las dos villas en 1562 por cuarenta mil ducados con sus fuentes de agua, abrevadero, pastos, prados, egidos y con un molino de pan harinero y con las casas y fortaleza de Ontur y con las casas llanas de la villa de Albatana y viña y con la venta y tierras de Mojón Blanco (Cañada de La Manga). El señorío sería vendido en 1592 a don Alonso de Entenza Pacheco.

### Edad Contemporánea
En 1751, don Diego Alonso de Entenza Fajardo y Vera, marqués de Espinardo, señor de las Villas de Ontur, Albatana y Mojón Blanco, obtiene del rey Fernando VI el censo enfitéutico para la colonización de sus tierras.
El apellido Fajardo se repite entre los señores de estas villas y así su heráldica fue tomada para los escudos de los dos Ayuntamientos.
Los colonos de Ontur y Albatana aspiraban, en la segunda mitad del siglo XIX a quedar libres del Mayorazgo, acto que dieciséis vecinos, en representación de ambos pueblos, consiguieron acordar con don Eduardo Wal y Vera de Aragón, marqués del Campillo de Murcia, el 7 de junio de 1879, por el precio de trescientas mil pesetas, pagaderas en doce años. 
El último plazo, el marqués no lo pudo recibir a causa de su fallecimiento. Su heredera, la condesa de Sástago y sobrinos marqueses de Monistrol y Aguilar se negaban a recibir el plazo estipulado, y por tanto librar carta de pago y registro de escritura. 
Después de no pocas negociaciones, la condesa accedió a admitir los compromisos estipulados y así, tanto Albatana como Ontur, quedaron libres del dominio del Mayorazgo, dos años después de lo acordado, es decir, el 30 de noviembre de 1893. 
En 1900, Albatana, a petición de sus vecinos y Ayuntamiento con el acuerdo de Ontur, queda integrado en un único municipio pasando a llamarse Ontur-Albatana. El 1 de agosto de 1912 se segregó de Ontur y tiene desde entonces vida propia, política y administrativa.

## Geografía humana

### Demografía
Cuenta con una población de 663 habitantes (INE 2024).
| Gráfica de evolución demográfica de Albatana entre 1842 y 2021 |
| |
| Población de derecho según los censos de población del INE Población de hecho según los censos de población del INEEntre el censo de 1920 y el anterior, aparece este municipio porque se segrega del municipio 02056 (Ontur) en el año 1912 Entre el censo de 1897 y el anterior, este municipio desaparece porque se integra en el municipio 02056 (Ontur) |

### Economía
Basada primordialmente en la agricultura, sobre todo en el cultivo del olivo y la vid, con particular importancia de esta última. Importancia que se refleja en la excelente producción de vinos, siendo Albatana uno de los municipios que integran la Denominación de Origen Jumilla.

## Administración
Pertenece al partido judicial de Hellín.

## Patrimonio

### Acueducto de Albatana
El acueducto de Albatana fue declarado Bien de Interés Cultural el 20 de diciembre de 1990, debido a su excepcional construcción. Identificador del bien otorgado por el Ministerio de Cultura: RI-51-0007004.
El acueducto se encuentra entre la fuente de Albatana y el molino de Arriba, que está situado a dos kilómetros al noroeste del núcleo urbano. El origen se remonta al siglo XVIII durante la repoblación de este municipio por los marqueses de Espinardo, quienes eran señores de las villas de Ontur, Albatana y Agramón. En estos lugares de los Campos de Hellín, cuando todavía pertenecían al Reino de Murcia, el recurso natural más importante era el agua de las fuentes que hicieron posibles los cultivos de regadío, y que probablemente sean una herencia romana. Además, aquí el agua era aprovechada por dos molinos harineros. 
Para el funcionamiento de estos ingenios hidráulicos no era necesario un gran caudal sino la presión del agua sobre la turbina, que se conseguía llenando el cubo del molino, por ello están situados en lugares con suficiente desnivel. Sin embargo la acequia madre de Albatana recorre parajes muy llanos. Cuando los marqueses construyeron en 1742 este primer molino, que hoy llamamos Molino de Arriba, se enfrentaron a la dificultad de captar agua en una mina excavada por debajo del terreno, así parte de la acequia transcurre por una trinchera, y para que el resto mantuviera un desnivel mínimo se construyó este acueducto de mampostería. Así, aproximadamente, tras una distancia de 1600 metros desde la fuente, la diferencia de altura conseguida dentro del cubo del molino fue de 4 metros, lo que es poco en comparación con otros de esta comarca.
Los restos del primer acueducto muestran aquellas dificultades. Las paredes del canal tuvieron que ser ampliadas y se aprecia que tenía muchas filtraciones de agua. La imposibilidad de seguir usándolo llegó a principios del siglo XIX. Cada vez que una sequía se ha prolongado el nivel freático del terreno ha descendido, y para recuperar el caudal de la fuente había que rebajar el suelo de su galería y toda la conducción.
Así en 1844 se proyectó un segundo acueducto para sustituir desde la fuente la acequia de tierra y la construcción anterior. Entonces para mejorar la calidad se emplearon sillares de piedra arenisca, que fue muy común en otras obras públicas cercanas del siglo XIX, sin embargo, este tipo de construcción en un canal para un molino es un caso excepcional. La arenisca es una piedra fácil de tallar porque también es poco resistente al paso del agua y del tiempo. 
En el siglo XX se han hecho varias sustituciones del acueducto, pero se ha mantenido este último tramo de casi 400 metros, que es el más interesante porque la mitad de esta longitud la componen 61 arcos escarzanos, separados cada 3 metros, y que al llegar al molino alcanza la altura de dos metros y medio sobre el nivel del terreno, como la que tenía el anterior acueducto.
Los molinos de Albatana funcionaron hasta la década de 1970. Y en la actualidad el agua para riego ya no se extrae en la fuente sino desde pozos, así este acueducto ha dejado de tener el uso para el que fue creado. Con todo ello este acueducto es la construcción más singular de Albatana.

## Fiestas
- Fiestas Mayores el 23 de enero en honor a su patrón San Ildefonso y Nuestra Señora de la Paz.

- Fiestas de San Isidro el 15 de mayo.

- Semana Santa. Procesiones de Viernes de Dolores, Jueves Santo, Viernes Santo y Domingo de Resurrección. De especial importancia la representación de la Pasión de Cristo el prendimiento que se celebra en el teatro municipal en la tarde de Miércoles Santo y la tamborada de la noche de Jueves Santo que culmina en la plaza del Ayuntamiento frente a la iglesia el Viernes Santo al finalizar la procesión del Calvario, momento emotivo y cumbre de la Semana Santa de Albatana.

- Semana Cultural (primera semana de agosto), con diversos actos, actuaciones culturales y festejos varios.